# Батарея В 1-го Род-Айлендского легкоартиллерийского полка
Батарея В 1-го Род-Айлендского легкоартиллерийского полка (англ. Battery B, 1st Rhode Island Light Artillery) — батарея лёгкой артиллерии, сформированная в штате Род-Айленд для армии Союза во время Гражданской войны в США. Батарея была сформирована в августе 1861 года, прошла все сражения на Востоке от сражения при Бэллс-Блафф до сражения при Аппоматтоксе, участвовала в Большом Параде 23 мая 1865 года и была расформирована в июне 1865 года. Батарея числилась в основном во II корпусе Потомакской армии и стала известна участием в отражении атаки Райта и атаки Пикетта во время битвы при Геттисберге. В сражении при Римс-Стейшен батарея была полностью разбита, и все её рядовые попали в плен. Впоследствии она была сформирована второй раз и в новом составе воевала до конца войны.

## Формирование
Когда началась Гражданская война, множество добровольцев Род-Айленда пожелали записаться в Добровольческую армию США, и из них были сформированы две артиллерийские батареи. Многим желающим было отказано ввиду отсутствия снаряжения, но они остались в Провиденсе при арсенале Военно-морского корпуса и по личной инициативе занялись тренировками. Летом из них была сформирована 3-я батарея, а 10 августа выданы лошади.
13 августа рядовые прошли медицинское обследование, и полковник Лумис официально принял их на службу в армию США сроком на 3 года. Всего было принято 4 офицера и 137 рядовых. Первое время батареей командовал первый лейтенант Раймонд Перри.

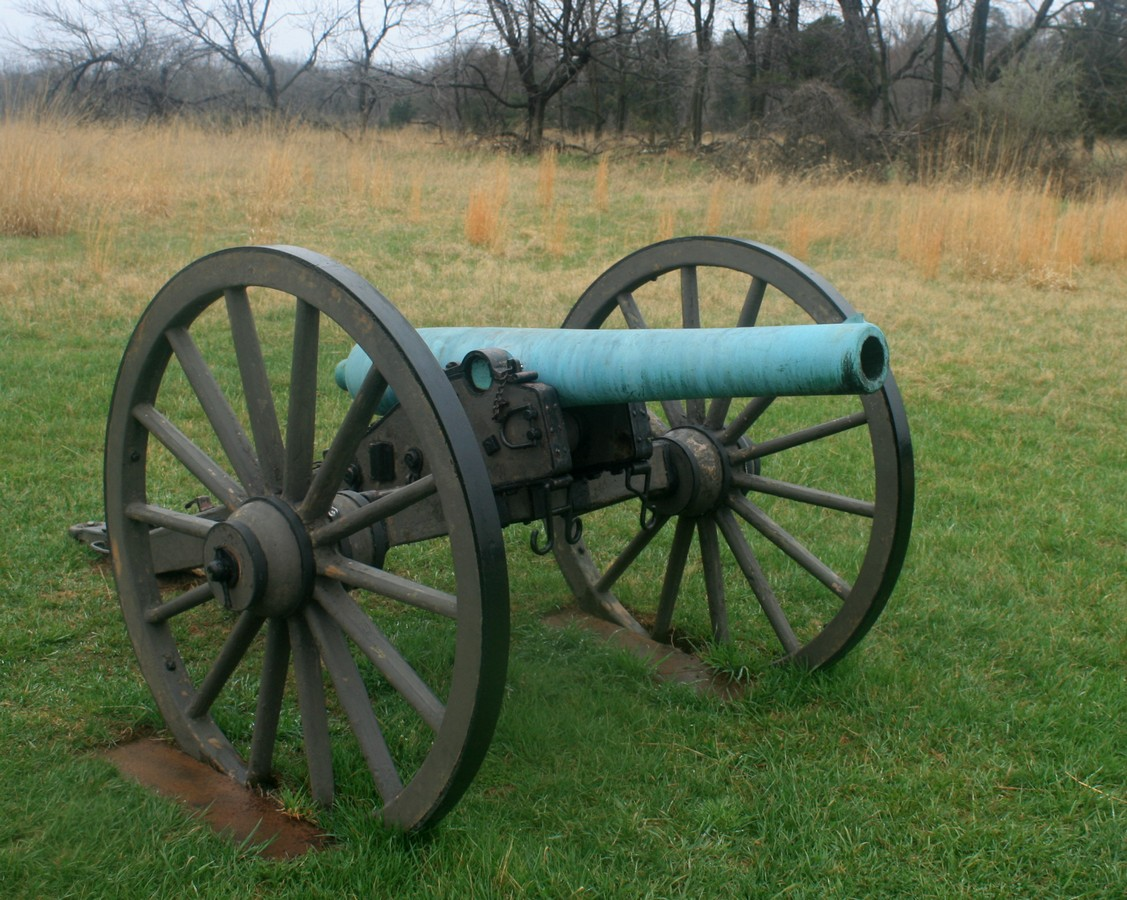
Нарезное бронзовое орудие Джеймса

Батарея имела на вооружении шесть бронзовых нарезных орудий Джеймса, которые были сведены по два в три секции: левую, центральную и правую:
- Правая секция, лейтенант Раймонд Перри;
  - 1-й расчёт, первый сержант Джейкоб Льюис;
  - 3-й расчёт, сержант Джордж Блэр;
- Центральная секция, лейтенант Хорас Бладгуд;
  - 5-й расчёт, сержант Джон Кумбс;
  - 6-й расчёт, сержант Джон Блэйк;
- Левая секция, лейтенант Джордж Адамс;
  - 4-й расчёт, сержант Сайлас Такер;
  - 2-й расчёт, сержант Чарльз Адамс;
- 7-й (технический) расчёт под командованием сержанта Джорджа Скотта.

## Боевой путь

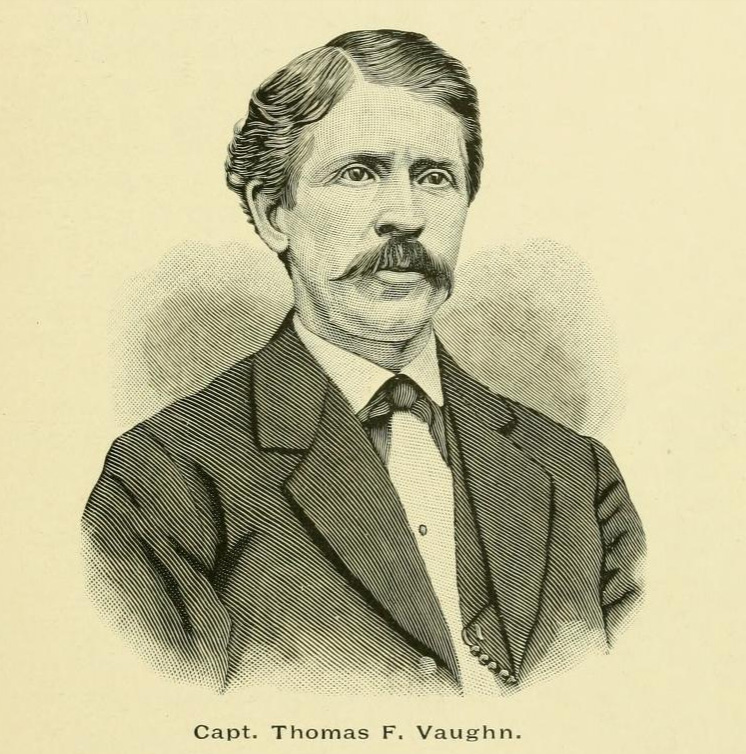
Капитан Томас Воун

14 августа батарея погрузилась на пароход и отбыла в Нью-Йорк, куда прибыла утром 15 августа. В тот же день батарея посуху отправилась в Камден, куда прибыла на закате, а оттуда через Балтимор и Филадельфию прибыла в мэрилендский Пойнт-оф-Рокс.
23 августа батарея была введена в состав бригады генерала Чарльза Стоуна.
25 августа командование батареей принял капитан Томас Воун, который до этого был первым лейтенантом батареи А.
13 сентября военный департамент уполномочил губернатора Спрэгга сформировать артиллерийский полк. В результате был создан 1-й Род-Айлендский артиллерийский полк, который возглавил полковник Чарльз Томпкинс. В тот же день батарее было приказано покинуть лагерь и переместиться на Верхний Потомак, к Пулсвиллу.

### Сражение при Бэллс-Блафф
20 октября стало известно, что южане концентрируются на противоположном берегу Потомака, и ожидается сражение. Капитану Воуну было приказано быть готовым выступить в любой момент. 

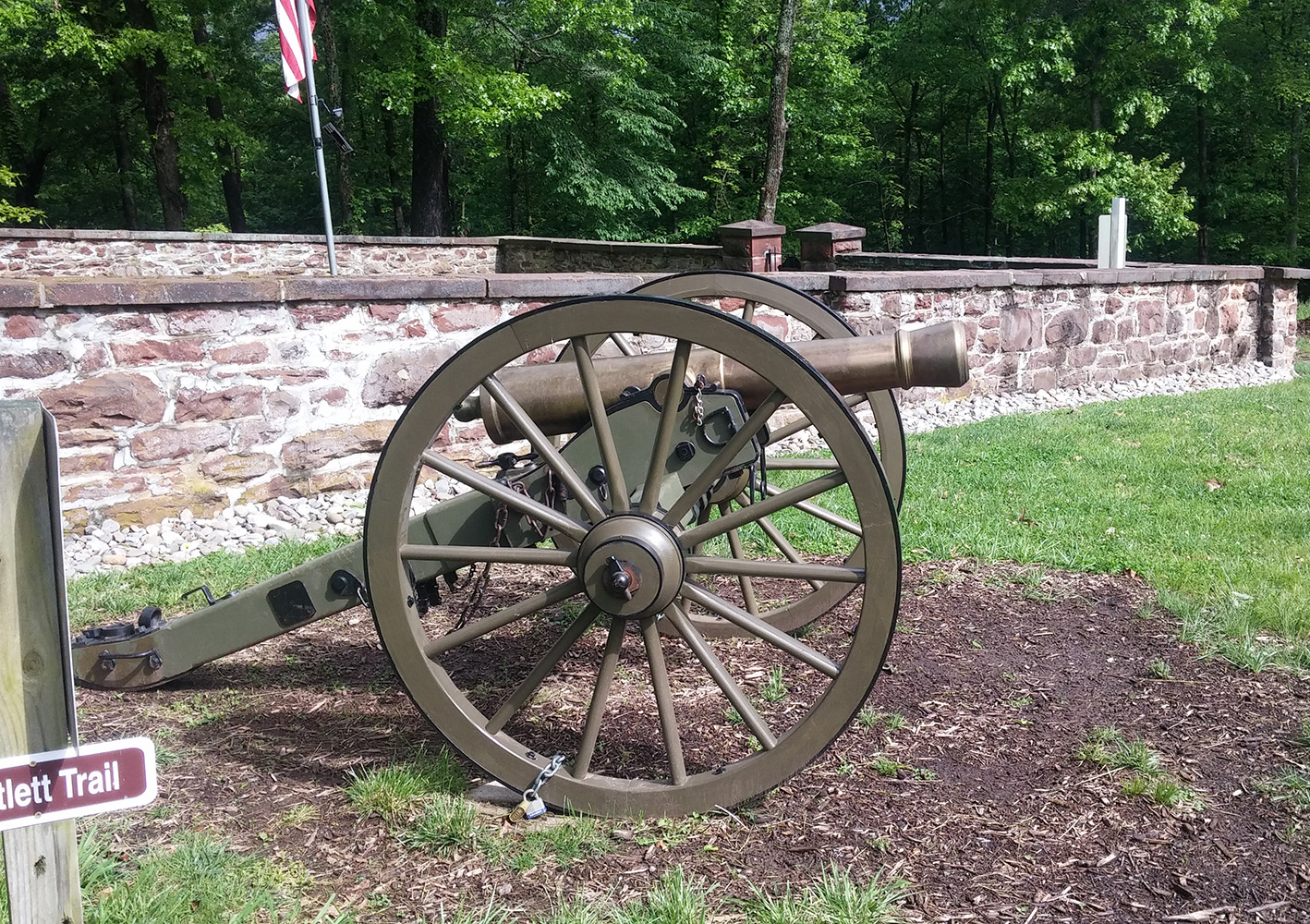
Мемориальное орудие батареи В на поле боя при Бэллс-Блафф (2017)

21 октября началось сражение при Бэллс-Блафф; Воуну было приказано с левой секцией отправиться к переправе Конрадс-Ферри, где переправлялась на вирджинский берег бригада Бейкера. Так как переправа была занята, Воун оставил секцию в распоряжении сержант-майора Степлса и отправился за центральной секцией. В это время подошёл 42-й Нью-Йоркский полк, и полковник Когсвелл приказал батарее немедленно переправляться, чтобы не мешать переправе его полка. За неимением своих офицеров командование секцией принял лейтенант Брэмхолл из 6-й Нью-Йоркской батареи. Два орудия (№ 5 и № 6) были по очереди переправлены на остров Харрисона. Оттуда лейтенант Брэмхолл переправил орудие № 5 на вирджинский берег, поднял его на высоты и разместил левее позиции 71-го Пенсильванского полка. Расчёт сразу попал под огонь снайперов со стороны леса, из-за чего сразу был ранен лейтенант Брэмхолл, а потом все артиллеристы. Орудием пытались управлять полковники Бейкер и Когсвелл, но оно успело сделать всего 6 или 8 выстрелов. Орудие было захвачено южанами вместе с тремя артиллеристами.
Орудие № 6 не успели переправить с острова на берег. Была уже найдена лодка, когда кто-то, вероятно, полковник Бейкер, сказал, что в первую очередь надо переправить пехоту. Орудие осталось на берегу, где вскоре к нему прибыл капитан Воун. Когда пехота стала отступать с вирджинской стороны, орудие не смогло вести огонь, опасаясь попасть по своим. Орудие простояло на острове ночь и день и только вечером 22-го было отведено на мэрилендский берег, и утром 23 октября батарея вернулась в лагерь. Всего в ходе сражения было ранено 4 человека, потеряно пленными трое, и один пропал без вести (предположительно утонул).
После сражения лейтенант Адамс отправился в Вашингтон за новым орудием и вернулся с 10-фунтовым «Парротом». Одновременно был получен приказ поменять все орудия Джеймса на «Парроты». 8 ноября в лагерь прибыли ещё два «Паррота», а 12 ноября — ещё один «Паррот» и два «Наполеона». 15 ноября батарея была реорганизована, и теперь центральная и правая секции имели на вооружении «Парроты», а левая секция — два «Наполеона».

### Кампания на полуострове

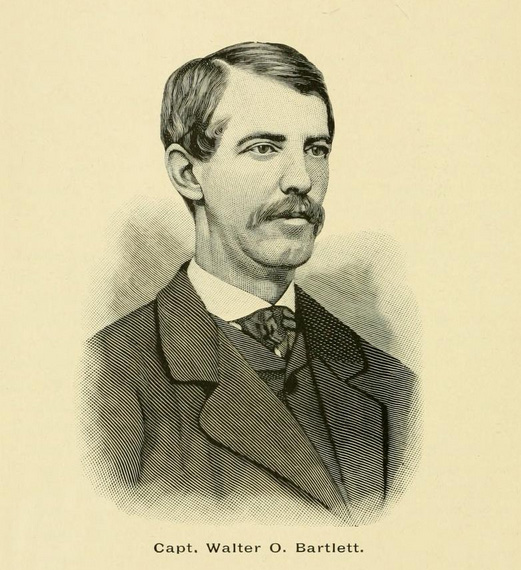
Капитан Вальтер Бартлетт

До конца февраля батарея простояла в лагере под Пулсвиллем. 1 декабря капитан Воун покинул батарею, сдав командование лейтенанту Раймонду Перри. 31 января командование принял капитан Вальтер Бартлетт, в прошлом первый лейтенант батареи Е того же полка. 25 февраля полк покинул лагерь и отправился в Харперс-Ферри на усиление армии Бэнкса в долине Шенандоа. Он прибыл в Харперс-Ферри 28 февраля, провёл около месяца в окрестностях этого города, а 22 марта был направлен в Вашингтон. В это время начиналась кампания на полуострове, и генерал Макклеллан перебрасывал Потомакскую армию на Вирджинский полуостров. 28 марта батарея была погружена на суда и 30 марта прибыла в Хэмптон-Роудс, где её рядовые видели остов затопленного фрегата «Конгресс», а некоторые даже посетили броненосец USS Monitor и осмотрели повреждения, полученные им во время сражения при Хэмптон-Роудс.
На полуострове батарея была придана дивизии Джона Седжвика. 4 апреля батарея вышла из лагеря и через Биг-Бетель вышла к Йорктауну (5 апреля). Как раз начиналась осада Йорктауна, но артиллерию было невозможно использовать из-за грязи на дорогах и полях. До мая батарея в основном стояла и несколько раз использовалась для перестрелок с противником. 5 мая южане оставили Йорктаун, а 6 мая батарея вошла в город. Вечером 6 мая батарее было приказано погрузиться на пароход, затем она была отправлена вверх по реке Йорк и вечером 9 мая высажена в Вест-Пойнте. Оттуда батарея направилась в сторону Ричмонда и 27 мая прибыла в Гановер-Кортхауз. 31 мая началось сражение при Севен-Пайнс, и батарею отправили на поле боя, но она с трудом перешла реку Чикахомини и прибыла на место только поздно вечером. Батарея встала у дома Эдама, а 1 июня ей было приказано выдвинуться на фронт: центральная и левая секции (Бладгуд и Адамс) развернулись на правом фланге армии, за линией 69-го и 71-го Пенсильванских полков. Правая секция (Перри) была отправлена южнее и заняла позицию на дороге, ведущей к станции Фэир-Оакс, правее позиций 34-го и 82-го Нью-Йоркских полков. Первые две секции были лишь незначительно задействованы, а секция Перри сначала обстреливала пикеты противника, а затем вела огонь по южанам, наступающим левее, у станции.
Июнь прошёл бессобытийно, и только вечером 28 июня батарея была переправлена к Саваж-Стейшен, куда прибыла утром 29 июня. Здесь она была задействована (неактивно) в сражении при Саваж-Стейшен. Батарея развернулась на Уильямсбергской дороге, но затем свернулась и была отведена к мосту через Уайт-Оак-Крик, где утром 30 июня участвовала в перестрелке с артиллерией Джексона, а затем была отведена к Глендейлу, где в 16:00 началось сражение при Глендейле. Батарея держалась в резерве и не вводилась в бой, поэтому стояла, бездействуя, под огнём противника южнее Чарльз-Сити-Роуд. Здесь шрапнелью было ранено три артиллериста. Батарее было приказано затем отступить и переместиться южнее, к высоте Малверн-Хилл.
1 июля, во время сражения при Малверн-Хилл, батарея стояла во второй линии за корпусом Самнера, и ей было запрещено открывать огонь, хотя южане обстреливали её позицию. В 22:00 батарее было приказано отступить к Харрисон-Лендинг. Всего в ходе сражений Семидневной битвы батарея потеряла 6 лошадей и 6 человек ранеными, из которых один попал в плен. В лагере у Харрисон-Лендинг батарея простояла до августа. 31 июля её орудия со всем снаряжением были сданы артиллерийскому департаменту, а вместо них выданы шесть новых 12-фунтовых «Наполеонов». 15 августа капитан Бартлетт ушёл в отставку, сдав командование первому лейтенанту Раймонду Перри. На следующий день батарея покинула лагерь и 19 августа прибыла в Йорктаун, откуда была направлена в Хэмптон-Роудс, где была погружена на пароход Putnam и вечером 29 августа переброшена в Александрию, но часть лошадей и снаряжения прибыла на другом пароходе только 2 сентября. 5 сентября батарея была вся в сборе, и командование принял капитан Джон Хазард, в прошлом — первый лейтенант батареи А 1-го Род-Айлендского артиллерийского полка.

### Мэрилендская кампания

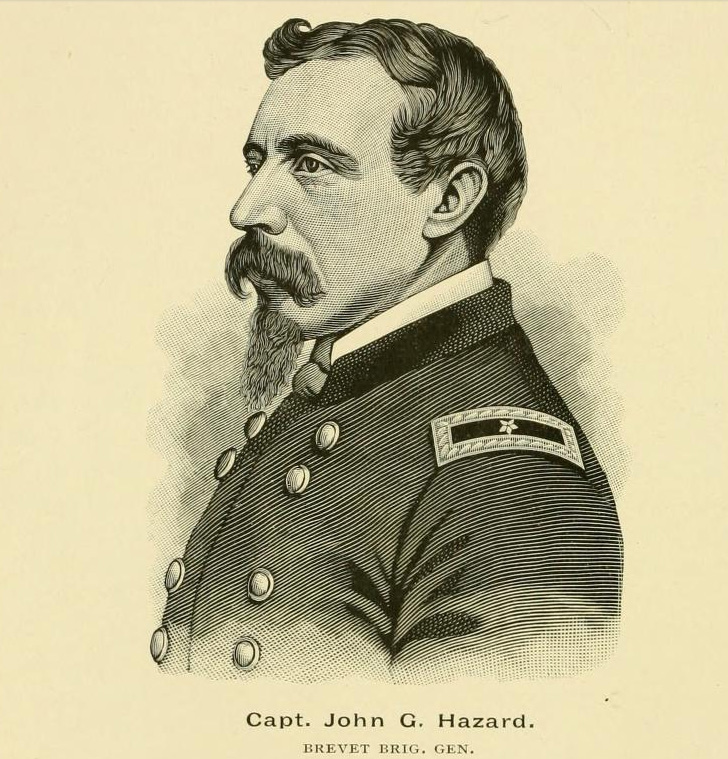
Капитан Джон Хазард

В это время стало известно, что Северовирджинская армия собирается перейти Потомак, поэтому II корпус был направлен в Роквилл. Днём 5 сентября батарея Хазарда покинула Александрию и проследовала через Джорджтаун и Теналлитаун и 7 сентября прибыла в Роквилл. 13 сентября батарея прошла Фредерик, а 14 сентября отправилась в сторону Южных Гор, где издалека наблюдала сражение у Южной горы (так как корпус Самнера держался в резерве). На следующий день батарея перешла горы через ущелье Тёрнера, прошла Бунсборо и Кедисвилл и встала в миле от передовой линии армии под Шарпсбергом. 17 сентября началось сражение при Энтитеме. Около 09:00 батарея перешла Энтитем-Крик, но только после полудня ей было приказано выйти на передовую позицию, сменив батарею G. Хазард развернул батарею на краю Кукурузного поля, левее дома Миллера. В тот день она так и не приняла участия в бою.

### Фредериксбергская кампания
После завершения Мэрилендской кампании батарея некоторое время стояла в Харперс-Ферри. Здесь 12 октября уволился первый лейтенант Раймонд Перри. Теперь правой секцией командовал первый лейтенант Джордж Адамс, центральной — второй лейтенант Дуайт, а левой — первый лейтенант Бладгуд. 30 октября генерал Макклеллан начал наступление на юг. В 13:00 того дня батарея покинула лагерь около Харперс-Ферри и переместилась в Нирсвилл. Выйдя оттуда 1 ноября она пришла в Сникерсвилл, 3 ноября миновала Аппервиль и встала лагерем в Пэрисе. 7 ноября батарея переместилась в Ректортаун, где узнала о смещении генерала Макклеллана и назначении генерала Бернсайда главнокомандующим. 15 ноября Бернсайд начал Фредериксбергскую кампанию; батарея прошла Уоррентон и 2 декабря прибыла к Фалмуту. Здесь 9 декабря сержант батареи С, Уильям Перрин, был повышен до второго лейтенанта, переведён в батарею и возглавил центральную секцию. 10 декабря генерал Генри Хант разместил всю артиллерию армии на северном берегу реки Раппаханок, напротив Фредериксберга, превратив весь берег в одну большую батарею. 11 декабря батарея была размещена справа от дома Ласи. С этой позиции в 12:30 батарея участвовала в бомбардировке Фредериксберга, содействуя наведению переправы (было израсходовано 384 выстрела). Утром 12 декабря батарея первой из всех батарей корпуса переправилась через Раппаханок, простояла до утра на берегу и 13 декабря вошла во Фредериксберг по улице Каролина-Стрит. Выйдя из города по Гановер-Стрит, батарея развернулась прямо на дороге и левее неё и начала обстрел бригады южан, занявших позицию за каменной стеной у подножия высот Мари. Батарея вела огонь примерно три четверти часа, после чего пропустила вперёд пехоту Хэмфриза, а сама свернулась и отошла в город. В этом бою батарея потеряла 16 человек ранеными и 15 лошадей убитыми. На следующий день батарее было приказано отойти за реку, обратно к дому Ласи.

### Чанселорсвиллская кампания

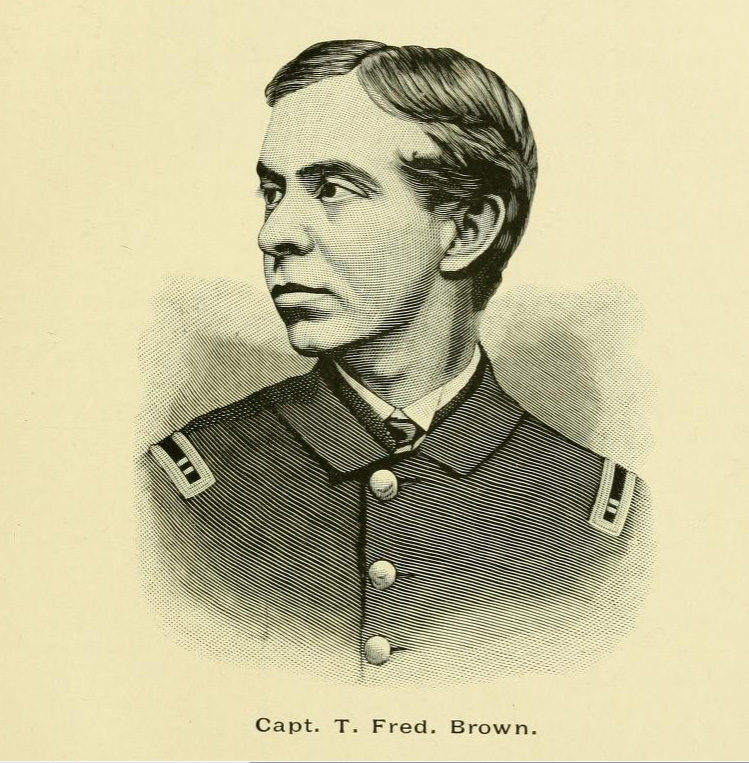
Томас Фредерик Браун, командир батареи при Чанселорсвилле и Геттисберге

В конце апреля генерал Хукер начал Чанселорсвиллскую кампанию, рассчитывая обойти левый фланг армии генерала Ли. Батарея В была придана дивизии Джона Гиббона и вместе с дивизией осталась на северном берегу реки Раппаханок, напротив Фредериксберга. Капитан Хазард выбыл из строя по болезни, и его место временно занял лейтенант Томас Браун. Именно к началу этой кампании, впервые за войну, практически исчезло различие между батареями регулярной армии и батареями добровольческой армии. Офицеры и рядовые сравнялись по опыту и дисциплине.
3 мая батарея заняла позицию у дома Ласи. Утром (когда началось наступление корпуса Седжвика) батареям G и В было приказано перейти Раппаханок, при этом батарея В первой из всех батарей перешла реку. Она прошла на окраину Фредериксберга и развернулась для обстрела позиций противника на высотах Мари под прикрытием 2-го Род-Айлендского пехотного полка. Ей удалось накрыть батареи противника довольно точным огнём, при этом не пострадав от ответного огня, несмотря на короткую дистанцию (стоящая справа батарея G пострадала гораздо сильнее). Когда пехота взяла штурмом каменную стену и высоты Мари, батарея свернулась, отправилась вслед за пехотой и развернулась на высотах, открыв огонь по отступающим частям противника. После штурма Гиббону было приказано отвести дивизию во Фредериксберг и охранять переправу, поэтому батарею В отвели обратно за Раппаханок к Фалмуту, и она не участвовала в последующих боях.

### Геттисбергская кампания

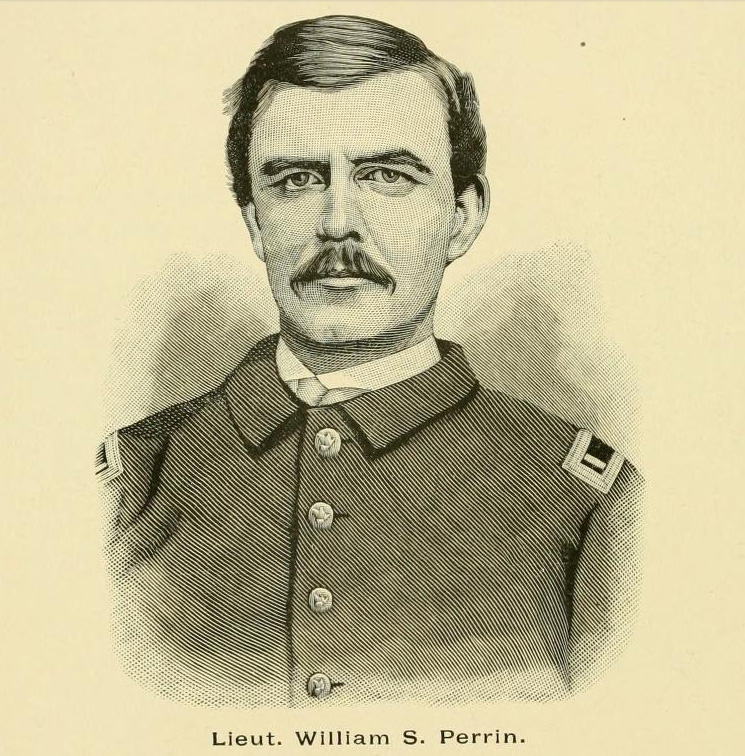
Лейтенант Уильям Перрин, временный командир батареи на третий день битвы при Геттисберге

12 мая генерал Хукер издал приказ о переформировании артиллерии. Вследствие этого приказа артиллерия II корпуса теперь состояла из четырёх батарей:
- Батарея А 4-го артиллерийского полка, лейтенант Кашинг;
- Батарея I 1-го артиллерийского полка, лейтенант Кирби;
- Батарея А 1-го Род-Айлендского артиллерийского полка, капитан Арнольд;
- Батарея В 1-го Род-Айлендского артиллерийского полка, капитан Хазард.

28 мая вернулся из отпуска капитан Хазард. Приказом от 16 мая он был назначен командиром всей бригады, поэтому лейтенант Браун остался во главе батареи. 13 июня был получен приказ о выдвижении на север, и вечером 14 июня батарея бесшумно снялась с позиции и отправилась на север, прибыв утром в Стаффорд-Кортхауз. 16 июня батарея прибыла в Дамфриз, а 19-го в Сентервилл. С 21 по 24 июня она простояла в Торуфейр-Гэп в качестве охраны при штабе генерала Хэнкока. 25 июня, когда батарея находилась около Хаймаркета, она была обнаружена кавалерией Стюарта, которая как раз начинала свой рейд по тылам Потомакской армии. Стюарт обстрелял из орудий федеральную колонну, причинив некоторый вред батарее. В ночь на 27 июня батарея переправилась через Потомак у Эдвардс-Ферри и днём пришла в хорошо знакомый ей Пулсвилл. 29 июня батарея прошла Фредерик и встала лагерем в Юнионтауне. Здесь утром 30 июня батарее был зачитан приказ об отстранении Хукера и назначении генерала Мида главнокомандующим Потомакской армии.
1 июля батарея покинула Юнионтаун в 08:00, прошла Тенейтаун и к 19:00 встала в 3 милях от Геттисберга. Здесь артиллеристы узнали о столкновении Бьюфорда с противником у Геттисберга и гибели генерала Рейнольдса. В 05:00 следующего дня (2 июля) батарея свернула лагерь, около 10:00 прибыла к Геттисбергу и была размещена левее позицию II корпуса, около бригады Харроу. Левее батареи стоял Ш корпус, но в 14:00 генерал Сиклс передвинул его вперёд, открыв фланг II корпуса. В 16:00 батарее было приказано выдвинуться вперёд и занять позицию на поле у фермы Кодори. Пехота (15-й Массачусетский и 82-й Нью-Йоркский полки под общим командованием Уорда) заняла позицию вдоль Эммитсбергской дороги, а батарея встала под углом 45 градусов к дороге, при этом левая секция стояла почти у самой дороги, а правая — примерно в 100 метрах от неё. Линия огня батареи пересекала Эммитсбергскую дорогу под углом в направлении Семинарии. Батарея стояла примерно перед фронтом 69-го Пенсильванского полка.
В 18:00 началось наступление джорджианской бригады Эмброуза Райта. Они атаковали полки Уорда на Эммитсбергской дороге. Два полка оказались атакованы с фронта и с фланга, и в это время батарея Брауна задела их картечным залпом, ранив несколько человек. Уорд приказал отступать и в этот момент был убит. Браун развернул левую и центральные секции на запад, а потом на юго-запад и открыл огонь шрапнелью, обрезав запалы снаряда на 4 секунды. По мере приближения противника артиллеристы обрезали запалы на 3, 2, потом на одну секунду, затем перешли на картечь, а потом и на двойную картечь. Наконец, Браун приказал отступать (и был ранен вскоре после), но сержант Стрейт, командир орудия № 4, решил дать ещё один залп и из-за этой задержки потерял двух лошадей и не смог вывезти орудие в тыл. Остальные орудия стали отходить, при этом одно было захвачено противником, а оставшиеся четыре не смогли отойти за каменную стену, когда орудия № 3 и № 5 застряли в узком проходе, известном сейчас как «Brown’s Gate». Из-за этого было потеряно орудие № 6. Некоторые орудия удалось отвести и разместить за позицией 7-го Мичиганского полка.
Южане пытались захватить орудия на их новой позиции, но были отбиты. Брошенные орудия удалось вернуть, но два орудия (№ 5 и № 6) были отправлены в тыл, а их лошади распределены по оставшимся четырём расчётам. В ходе боя 2 июля был ранен один офицер (Браун), три рядовых убито, 17 ранено и один попал в плен. Ввиду ранения Брауна командование батареей принял первый лейтенант Уильям Перрин.

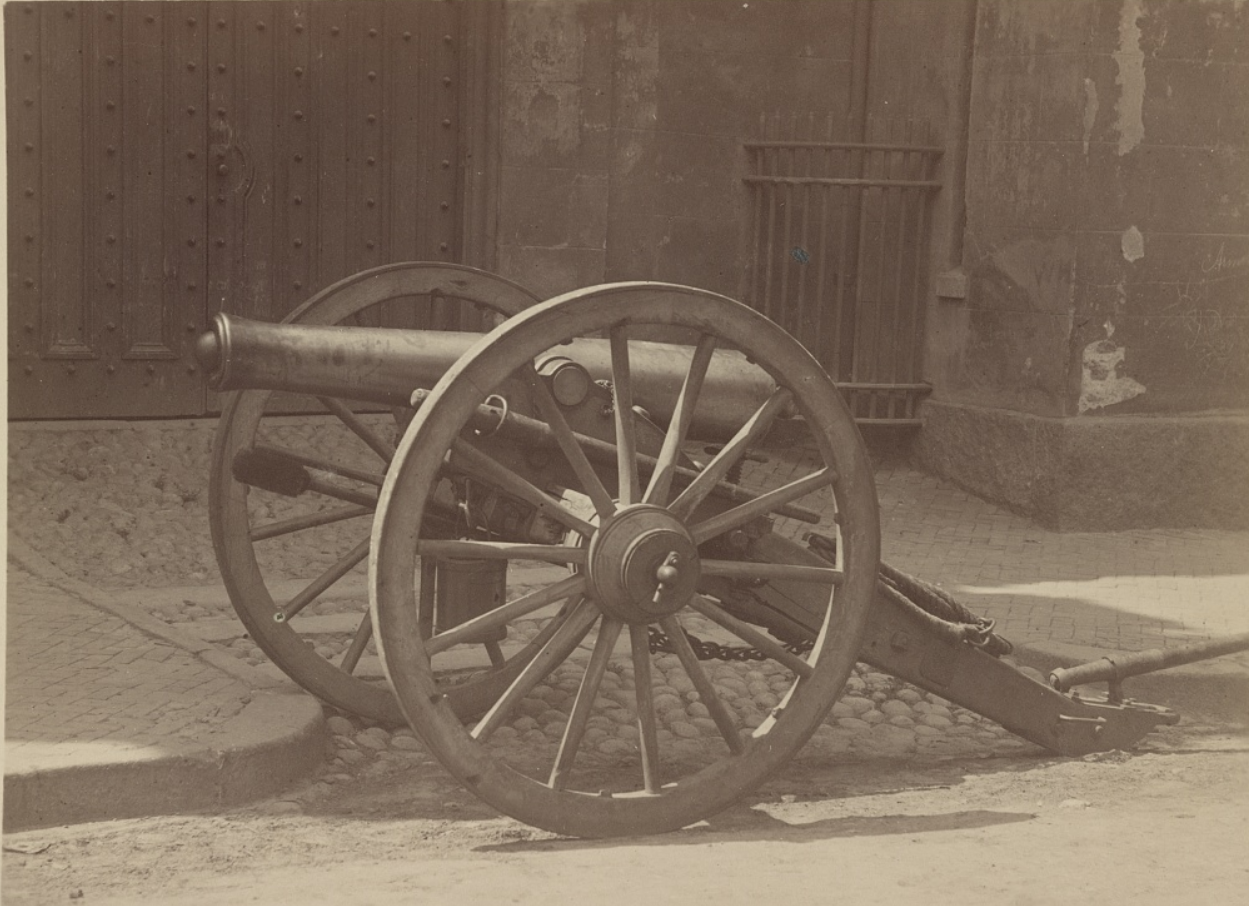
«Геттисбергское орудие» — Орудие № 4, сержанта Стрейта, фото 1882 года

Утром 3 июля южане стали готовить атаку, целью которой стала позиция дивизии Гиббона. Фронт дивизии прикрывали три батареи: правой стояла бригада Уэбба с батареей А 4-го артиллерийского полка (батарея Кашинга), в центре — бригада Холла с батареей В (батареей Брауна-Перрина), а на правом фланге — бригада Харроу с батареей В 1-го Нью-Йоркского артиллерийского полка. 4 орудия батареи Брауна были в тот день расположены следующим образом:
- Орудие № 3, сержант Хортон (справа);
- Орудие № 4, сержант Стрейт (центр, правое);
- Орудие № 2, сержант Уильямс (центр, левое);
- Орудие № 1, сержант Гэлап (слева).

59-й Пенсильванский и 69-й Пенсильванский полки занимали позицию перед фронтом батареи.
Около 13:00 артиллерия Конфедерации начала бомбардировку позиций Потомакской армии, подготавливая «атаку Пикетта». Огонь был сконцентрирован в основном против артиллерии бригады Хазарда. Генри Хант, шеф артиллерии Потомакской армии, приказал открыть ответный огонь с небольшой задержкой для экономии боеприпасов. Джон Роудс вспоминал, что батарея В начала стрельбу лишь спустя 10 или 15 минут после начала перестрелки.

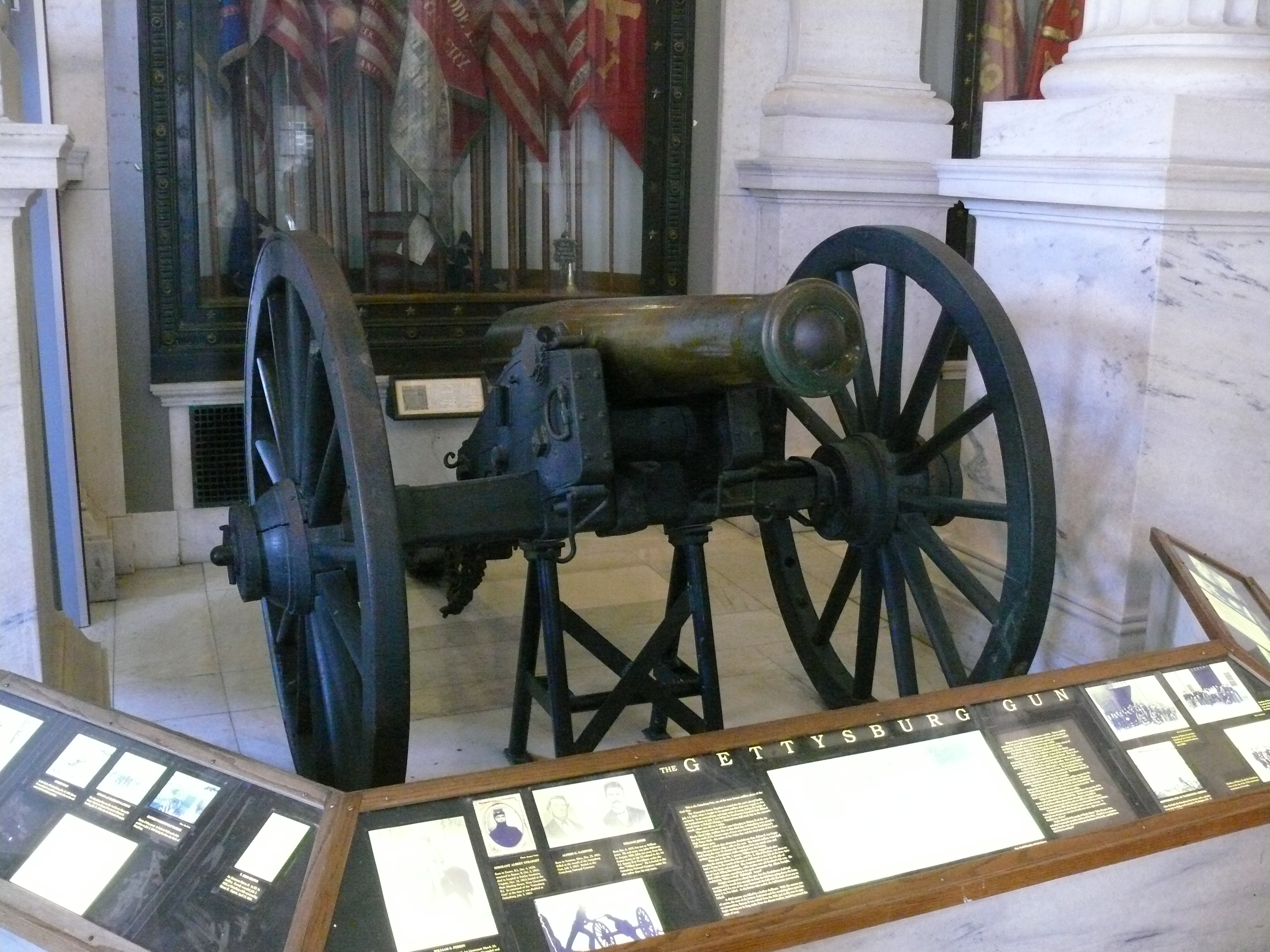
«Геттисбергское орудие» батареи Брауна в капитолии штата Род-Айленд

Этот огонь «…был неописуемо ужасен, — вспоминал сержант Альберт Стрейт, — весь воздух наполнился свистом и взрывами». Орудие Стрейта получило три попадания. Один из снарядов попал прямо в ствол орудия и разорвался, при этом были убиты артиллеристы Джонс и Гарднер (1-й и 2-й номера расчёта). Стрейт попытался зарядить орудие, но ядро застряло в самом начале ствола и его не удалось протолкнуть даже применяя тяжёлые инструменты. Орудие отвели в тыл. Когда ствол остыл, ядро оказалось намертво зажато в стволе. Это орудие стало известно как «Геттисбергское орудие» и в настоящий момент выставлено в Капитолии штата Род-Айленд.
Примерно в 14:30 огонь батареи начал затухать из-за убыли артиллеристов и боеприпасов, а вскоре на замену ей прибыла батарея Коуэна, поэтому капитан Хазард приказал Перрину отвести батарею в тыл. Историк Джеффри Холл предположил, что именно этот отвод был замечен южанами: Портер Александер решил, что федеральная артиллерия на участке атаки подавлена, и отправил генералу Пикетту сообщение: «18 орудий ушли. Начинайте, или количество боеприпасов не позволит мне поддержать вас надлежащим образом». Соответственно, весьма вероятно, что именно отвод батареи В инициировал атаку Пикетта.
Ввиду понесённых потерь 5 июля батарея В была объединена с батареей А и стала левой секцией в батарее А. Командиром секции стал Уильям Перрин. Через два дня батарея А была направлена на юг вслед за наступающей Потомакской армией, прошла Фредерик, перешла Южные горы и 11 июля подошла к Уильямспорту, где занимала оборонительную позицию армия Ли. 14 июля южане ушли за Потомак, поэтому батарее было приказано идти в Шарпсберг и Харперс-Ферри, там она перешла Потомак и прибыла к Аппервиллу. Оттуда она ушла к Уоррентону и встала около Моррисвилла, где 16 августа получила новые орудия: 4 новых 12-фунтовых «Наполеона». Батарея была выведена из состава батареи А и снова сформирована как батарея В, размером в 4 орудия. Уильям Перрин стал командиром, лейтенанты Чарльз Браун и Уильям Пирс возглавили правую и левую секции. На следующий день батарея была укомплектована боеприпасами и теперь имела: 192 ядра, 192 шрапнельных снаряда, 64 снаряда, 64 выстрела картечи и 800 праймеров. Батарею обслуживали 109 артиллеристов.

### Осень 1863 года
Осенью 1863 года генерал Мид начал наступление, чтобы не позволить генералу Ли перебрасывать части своей армии на Запад. 12 сентября федералы захватили станцию Раппаханок, а 13 сентября батарея проследовала через эту станцию и станцию Бренди в Калпепер. 25 сентября Томас Браун принял командование батареей, двумя секциями которой теперь командовали лейтенанты Уильям Перрин и Чарльз Браун. II корпус в это время держал позицию на берегах реки Рапидан, после чего его сменили, и он вернулся в Калпепер. 11 октября Потомакская армия начала отход, и батарею направили обратно через станцию Раппаханок. К 14 октября батарея, следуя в авангарде обоза, подошла к переправе через Брод-Ран, и в этот момент колонны II корпуса были атакованы с левого фланга дивизией Генри Хета: началось Сражение при Бристо-Стейшен. Батарея развернулась на высоте и открыла по наступающим огонь шрапнелью, а затем пехота заняла плацдарм за рекой, поэтому батарея свернулась, ушла за реку, там снова развернулась на удобной позиции (на крайнем правом фланге корпуса) и открыла огонь по левому флангу конфедеративной батареи Поуга. Эта перестрелка длилась около двух часов.
При Бристо-Стейшен батарея потеряла одного человека убитым и четырёх ранеными. Во время боя батарея израсходовала 170 выстрелов. Действия батареи были отмечены в рапорте генерала Говернора Уоррена; дивизионный генерал Уэбб отметил в рапорте, что батарея храбро держалась без пехотного прикрытия, а шеф артиллерии корпуса, Джон Хазард, отметил в рапорте эффективность анфиладного огня батареи в этом бою. Эффективность батареи отметил в рапорте и Эмброуз Хилл, командир III корпуса Северовирджинской армии, который написал, что от огня батареи сильно пострадала бригада Уильяма Киркланда.
После сражения батарея отступила в укрепления Сентервилла, но уже 18 числа были получены маршевые приказы на новое наступление, и 19 октября батарея отправилась на юг вслед за II корпусом. 23 октября батарея встала лагерем неподалёку от Уоррентона. Здесь 28 октября произошли кадровые перестановки. Бригаду возглавил подполковник Альберт Монро, поэтому капитан Джон Хазард вернулся к командованию батареей В. 7 ноября батарея возобновила марш и вышла к реке Раппаханок у Келли-Форд. Генерал Мид уже начал наступление за Раппаханок, и за реку ушёл III корпус, а II последовал за ним. Батарея перешла реку 8 ноября, вышла к станции Бренди. Здесь 21 ноября капитан Хазард взял отпуск по болезни, и батарею снова возглавил Томас Браун. 26 ноября батарея снова отправилась на юг, перешла реку Рапидан и следовала за II корпусом, который развернулся у реки Майн-Ран (так наз. Сражение при Майн-Ран). В тот день батарея развернулась в боевую позицию и сделала несколько выстрелов по противнику. Но серьёзного сражения так и не произошло, поэтому батарея отступила к Калпеперу и там стала строить себе домики для зимовки.

### Оверлендская кампания
В апреле 1864 года артиллерийская бригада II корпуса была укрупнена, и её снова возглавил Джон Хазард. Лейтенант Браун получил звание капитана и снова возглавил батарею В. 17 апреля батарея получила два новых 12-фунтовых «Наполеона» и сформировала из них третью секцию. 22 апреля генерал Грант устроил смотр армии, в котором участвовали 25 000 пехотинцев и две батареи, в их числе батарея В.
3 мая началась Оверлендская кампания. На её начало Томас Браун командовал батареей, первый лейтенант Уильям Перрин командовал 1-й (правой) секцией, первый лейтенант Джеймс Чейс командовал 3-й (левой) секцией, а второй лейтенант Чарльз Браун командовал 2-й (центральной) секцией. Второй Лейтенант Гидеон Спенсер командовал батарейным обозом. В батарее числилось 174 человека. Утром 4 мая батарея перешла Рапидан и вышла к Чанселорсвиллу, где ещё были видны следы прошлогоднего сражения. 5 мая началось сражение в Глуши, и батарея была развёрнута у Брук-Роуд, на крайнем левом фланге армии. Пересечённая местность и густой подлесок мешали использовать артиллерию, но всё же несколько батарей удалось развернуть на хорошей позиции. В ходе перестрелки батарея потеряла 5 человек ранеными. Перестрелка продолжалась ещё два дня, и только 7 мая батарею отвели в тыл, потом 8 ноября снова отправили на фронт, а 9 числа отвели в тыл, но снова вернули на фронт, распределив её секции по разным участкам.
В тот же день батарея была переброшена на юг к реке По, где уже началось сражение при Спотсильвейни. 10 мая II корпус Хэнкока перешёл реку По, угрожая левому флангу армии Ли. Первой наступала дивизия Френсиса Бэрлоу. Батарея поддерживала бригаду Майлза, которая находилась на левом фланге дивизии у моста Блок-Хаус-Бридж. Южане успели перебросить на этот участок дивизию Генри Хета, и началось так называемое «сражение на реке По». Хэнкок был вынужден отступать за реку. Батарея В во время отступления занимала позицию у переправы и прикрывала отступление. В тот день одно орудие было повреждено и отправлено в обоз. Несмотря на интенсивность боёв 10 мая, батарея потеряла только 1 лошадь убитой и 4 человек легко ранеными.
На следующий день корпус был переброшен левее и занял позицию для атаки укреплений противника, известных как «Подкова мула». Дивизии Бирни и Бэрлоу были поставлены в первой линии, дивизия Гиббона — во второй. Во время атаки 12 мая дивизия северянам удалось ворваться в укрепления противника, и генерал Хэнкок сразу приказал батарее В выдвинуться к месту боя. Батарея заняла позицию в 300 метрах от укреплений и открыла огонь по отступающим южанам шрапнелью, поверх голов своей пехоты. Бой за «Подкову мула» затянулся до полуночи. 15 мая батарею отвели с позиции. В тот день её сократили до двух секций: правой секции Перрина и левой секции Чейса. 17 и 18 мая корпус Хэнкока провёл ещё несколько атак, но безрезультатно.
20 июня пришло известие, что 18 июня второй лейтенант Чарльз Браун был захвачен в плен рейнджерами Мосби на Фредериксбергской дороге.
23 июня батарея следовала за дивизией Бэрлоу и вышла к реке Норт-Анна, где 24 июня помогала пехоте перейти на южный берег реки. Затем батарея была переправлена через реку и приняла участие в нескольких перестрелках во время сражения на Норт-Анне, но 26 июня ей было приказано отойти обратно за реку.
На закате 1 июня батарея отправилась к Колд-Харбору, прибыла в Колд-Харбор в 08:00, а днём заняла позицию на левом фланге армии, недалеко от Грейпвайн-бридж и с этой позиции 3 июня поддерживала огнём атаку дивизии Бэрлоу, которая была развёрнута прямо перед батареей. Во время этого боя батарея попала под такой сильный обстрел, что, по воспоминаниям участников, они решили, что это будет второй Геттисберг. Около дюжины снарядов разорвалось на позиции батареи, но из артиллеристов только один был ранен в ногу.

### Осада Петерсберга
После боёв под Колд-Харбором генерал Грант решил совершить ещё один обходной манёвр, перейти реку Джеймс и выйти к Петерсбергу. 12 июня батарея снялась с позиций и вместе с дивизией Бэрлоу перешла реку Чикахомини по мосту Лонг-Бридж, миновала Чарльз-Сити Кортхауз и вечером 13 июня вышла к реке Джеймс у Уилкокс-Лэндинг. 15 июня она переправилась через реку и на следующий день подошла к месту боёв под Петерсбергом, но не была введена в бой. До конца месяца батарея не участвовала в серьёзных боях. 7 июля первый лейтенант Перрин покинул батарею и возглавил батарею А того же полка. 26 июля корпус Хэнкока был переброшен к Ричмонду, чтобы атаковать противника у Дип-Боттом и отвлечь часть его сил к Ричмонду перед готовящимся прорывом у Петерсберга. В последующем сражении при Дип-Боттом батарея активного участия не принимала и потерь не понесла.
Вечером 29 июля батарея отправилась на юг, в полночь перешла реку Джеймс и утром остановилась неподалёку от позиций IX корпуса, который готовился к подрыву участка петерсбергских траншей при помощи подкопа, известного в армии как «Мина Бернсайда». Около 5 часов утра началось сражение, известное как «Бой у Воронки». Инженеры подорвали мину, и рядовые батареи видели взрыв, который напомнил им извержение вулкана. Сразу после этого открыла огонь федеральная артиллерия, но батарея В стояла в резерве, готовая выдвинуться для близкой поддержки пехоты, если потребуется. Но батарею так и не ввели в бой, и на следующий день она вернулась в лагерь.
Первую половину августа батарея простояла в лагере. 12 августа многие рядовые и офицеры покинули батарею ввиду истечения срока службы (вечером того же дня их отправили в Вашингтон на корабле Sharlotte Vanderbilt). В тот же день батарее выдали трёхдневные рационы и отправили её в Сити-Пойнт. Батарея переместилась в лагерь на берегу реки Джеймс. 16 августа была расформирована батарея А, и её личный состав был влит в состав батареи В. 22 августа капитан Браун покинул батарею, будучи переведён в Род-Айленд на рекрутскую службу. Его место занял первый лейтенант Уильям Перрин. 24 августа он привёл батарею к Римс-Стейшен, следуя за дивизией Гиббона. Здесь батарея 25 августа приняла участие во втором сражении при Римс-Стейшен.

### Римс-Стейшен
Корпус Хэнкока захватил участок Велдонской железной дороги у станции Римс-Стейшен и приступил к разрушению полотна, заняв оборону вокруг станции. Батарею В отправили на южный фланг, развернув её прямо на полотне дороги, фронтом на юг. Утром 25 августа пехота противника показалась с западного направления, и капитан Перрин развернул три орудия в их сторону. Эти три орудия вели огонь в течение дня, пока после 17:00 федеральные позиции правее батареи не были прорваны. От огня снайперов погибли две лошади и пострадали несколько артиллеристов. Постепенно были выбиты все лошади, ранено большинство артиллеристов и подошли к концу боеприпасы. Лейтенант Спенсер (командующий после ранения Перрина) приказал отходить, и в это время атакующая пехота южан подошла и взяла их в плен.
В сражении при Римс-Стейшен батарея В была полностью уничтожена. Лейтенант Уильям Перрин ранен и попал в плен, первый лейтенант Джеймс Чейз и второй лейтенант Гидеон Спенсер попали в плен, первый сержант Чарльз Адамс и рядовой Джон Глинн убиты. Ранены сержанты Эборн Картер, Эльвин Макомбер и Чарльз Райлер, капрал Уильям Макси и рядовой Томас Донелли. Капрал Самуэль Коллингтон попал в плен и перешёл на службу Конфедерации. Попали в плен рядовые Уильям Костин, Самуэль Голдсмит, Джон Хэмпстон, Фредерик Хэрман, Томас Макнамара, Чарльз Райли, Ирвинг Теллман, Бенжамин Уокер, Генри Уэлман и Уильям Уинзор. Было потеряно 50 лошадей, 4 орудия и 4 зарядных ящика. На следующий день первый сержант батареи А, Уильям Чайлд, принял всё, что осталось от батарей А и В.
Потеря батареи была описана через несколько дней в газете «The New York Times»:

Выйдя из леса, они атаковали двумя боевыми линиями, частями, вероятно, принадлежащими дивизии УИЛКОКСА из корпуса ХИЛЛА и двум бригадам Хета… Но вскоре выяснилось, что наши линии прорваны около центра, и разрыв быстро расширяется, и вскоре вся линия отступила, оставив укрепления и артиллерию в руках врага, от левого фланга первой дивизии до правой части центра. Говорят, что 7-й Нью-Йоркский пехотный полк отступил первым.
Брошенными батареями были батарея В 1-го Род-Айлендского, лейт. ПЕРРИН; батарея кап. СЛИПЕРА, 12-й Массачусетский, и батарея МАКНАЙТА, 12-й Нью-Йоркский независимый. Все их лошади погибли в начале сражения, а наши люди отступили так быстро, что не было никакой возможности вывезти орудия.
Оригинальный текст (англ.)– Emerging from the woods, they advanced in two lines of battle, with a force thought to have comprised WILCOX's entire division of HILL's corps, and two brigades of HETH's. ... But soon it was found that our line was broken near the centre, and the gap once made rapidly grew wider, until nearly the entire line was swept back, leaving our breastworks and artillery in the hands of the enemy, from the left of the First Division to a point considerably to the right of the centre. The Seventh New-York Infantry is said to have been the first to give way.

The batteries left behind were Batteries B, First Rhode Island, Lieut. PERRINE; Capt. SLEEPER's battery, the Twelfth Massachusetts, and MCKNIGHT's Battery, the Twelfth New-York Independent. Their horses had all been shot early in the action, and the suddenness with which our men fell back rendered it impossible to get off the guns.
— 

### Новое формирование
4 сентября вернулся капитан Браун и принял командование над подразделениями. В последующие дни были доставлены новые лошади, а 18 сентября были получены 6 новых 12-фунтовых «Наполеонов» с зарядными ящиками. 23 сентября батареи А и В были официально объединены в одну батарею, которая получила название «батарея В». Она была отправлена в Форт Стедман. До конца года батарея стояла у форта Стедман или перебрасывалась на другие позиции, но в боях не участвовала и потерь не несла. В декабре капитан Браун получил временное звание майора, датированное 3 декабря 1864 года.
10 марта батарее устроил смотр генерал Хэмфрис, а 23 марта сам генерал Грант. 28 марта майор Браун был переведён в штаб полковника Хазарда (шефа артиллерии корпуса), а его место командира батареи занял первый лейтенант Уильям Уэсткотт.

### Аппоматтокс
3 апреля армия Конфедерации оставила укрепления Ричмонда и Петерсберга и начала отступление к Аппоматтоксу. В то же утро батарея отправилась на запад и шла весь день и всю ночь, остановившись у реки Немозин-Крик. Оттуда она прошла Бёркевилл и вечером 5 апреля встала лагерем в Джетерсвилле. Утром следующего дня батарея встретилась с колонной отступающих южан, развернулась и сделала по ним около 40 выстрелов. 7 апреля она вышла к Фармвиллу, где шли бои, но огонь не открывала. 8 апреля батарея продолжила марш на запад по линчбергской дороге: в этот день стало известно, что генерал Грант отправил генералу Ли письмо с предложением капитуляции. 9 апреля батарея продолжила марш в 09:00, а в 11:00 сделала остановку; в это время через позицию батареи проследовал курьер с письмом от Ли для генерала Гранта. В полдень генерал Хэмфрис начал наступление на арьергарды Лонгстрита, а в 16:00 пришли известия о капитуляции Северовирджинской армии.
11 апреля батарея получила приказ вернуться в Бёрке-Стейшен. Здесь 14 апреля командование принял лейтенант Джеймс Чейс. 1 мая был получен приказ вернуться к Вашингтону. Батарея выступила 2 мая, прошла через Бёркевилл в Манчестер (пригород Ричмонда), оттуда через Ричмонд, Гановер-Кортхауз, Фредериксберг и Фалмут пришла 13 мая в Бейли-Кроссроудс, где простояла до конца месяца. 19 мая зарядные ящики были сданы в вашингтонский арсенал.

### Расформирование
31 мая батарея была отправлена в Вашингтон, где сдала в Арсенал орудия. Пригодные к службе лошади были переданы в батарею К 4-го артиллерийского полка. Утром 3 июня после своего последнего армейского завтрака рядовые отправились в Вашингтон, погрузились на повозки и через Балтимор, Филадельфию прибыли в Джерси, там погрузились на паром до Нью-Йорка, откуда повозками отбыли в Провиденс, куда прибыли утром 5 июня. 12 июня батарея была официально расформирована. Она прослужила 3 года и 11 месяцев. Согласно приказу генерала Мида от 7 марта 1865 года батарея получила право написать на знамени список сражений, в которых участвовала: Бэллс-Блафф, Йорктаун, Фэир-Оакс, Малверн-Хилл, Энтитем, Первый Фредериксберг, Второй Фредериксберг, Геттисберг, Бристо-Стейшен, Майн-Ран, Глушь, Река По, Спотсильвейни, Норт-Анна, Тотопотоми (в приказе — Tolopotomoy), Колд-Харбор, Петерсберг, Дип-Ботом.

## Наследие
В августе 1870 года была сформирована ветеранская ассоциация, которая при помощи ряда граждан штата и сенатора Генри Энтони добилась от Конгресса США разрешение на передачу «Геттисбергского орудия» из арсенала в Вашингтоне в ведение штата Род-Айленд. 19 февраля 1874 года президент Грант утвердил решение Конгресса. 21 мая 1874 года в Провиденсе были устроены торжества по случаю доставки орудия, и после торжественного парада и выступления губернатора Генри Ховарда орудие было размещено в Капитолии штата. 24 августа 1962 года было обнаружено, что в стволе ещё сохранились два с половиной фунта чёрного пороха. Так как свойства пороха меняются от времени, то возникли опасения, что орудие может самопроизвольно взорваться. 25 августа Национальная гвардия штата переместила орудие в мастерскую в Смитфилде, где в стволе просверлили отверстие и извлекли порох, после чего орудие вернули в Капитолий.
12 октября 1886 года на Кладбищенском хребте под Геттисбергом был открыт памятник батарее Б в виде обелиска из вестерлийского гранита и двух орудий. Обелиск расположен на том месте, где батарея находилась 3 июля 1863 года, во время перестрелки перед атакой Пикетта, и где было выведено из строя «Геттисбергское орудие».
Погибшие при бомбардировке рядовые Джонс и Гарднер были похоронены у каменной стены, около прохода в стене, через который батарея отступала с поля фермы Кодори 2 июля. Остатки этого прохода сейчас известны как Browns' gate и считаются одной из достопримечательностей геттисбергского национального парка.